# Neromia rectilinearia
Neromia rectilinearia är en fjärilsart som beskrevs av John Henry Leech 1897. Neromia rectilinearia ingår i släktet Neromia och familjen mätare. Inga underarter finns listade i Catalogue of Life.